# عزرا باتلر
عزرا باتلر (بالإنجليزية: Ezra Butler)‏ هو قاضي ومحامي وسياسي أمريكي، ولد في 24 سبتمبر 1763 في لانكاستر في الولايات المتحدة، وتوفي في 12 يوليو 1838 في واتربوري في الولايات المتحدة. حزبياً، نشط في الحزب الوطني الجمهوري ‏. وقد انتخب حاكم فيرمونت ‏ (13 أكتوبر 1826 – 10 أكتوبر 1828) وانتخب عضو مجلس نواب فيرمونت وانتخب عضو مجلس النواب الأمريكي.